# Ерин, Борис Георгиевич
Борис Георгиевич Ерин (18 августа 1929 года — 8 февраля 1984 года) — тракторист колхоза имени Ленина Энгельсского района Саратовской области. Герой Социалистического Труда.

## Биография
Борис Ерин родился 18 августа 1929 года в селе Гостевка Воскресенском районе Вольского округа Нижне-Волжского Края РСФСР  (ныне Саратовская область России) в крестьянской семье. Трудовую деятельность начал в годы Великой Отечественной войны в местном колхозе имени Ленина. После окончания войны переехал в село Ленинское Энгельсского района Саратовской области и в колхозе имени Ленина возглавил тракторную бригаду № 4. Бригада под его руководством была лидером колхоза и передовой в Энгельсском районе. В 1956 году был награждён медалью «За освоение целинных земель».
23 июня 1966 года указом Президиума Верховного Совета СССР за успехи, достигнутые в увеличении производства и заготовок пшеницы, ржи, гречихи, риса, других зерновых и кормовых культур и высокопроизводительном использовании техники Борису Георгиевичу Ерину присвоено звание Героя Социалистического Труда с вручением ордена Ленина и золотой медали «Серп и Молот».
Борис Ерин скончался 8 февраля 1984 года и был похоронен в селе Ленинское.

## Награды
- Медаль «За освоение целинных земель», 20 октября 1956 года
- Орден Ленина, 23 июня 1966 года
- Медаль «Серп и Молот», 23 июня 1966 года